# Система референції
Систе́ма рефере́нції — сукупність системи координат і векторного базису в дотичному просторі в околі кожної точки многовида. Вводиться для роботи з геометричними об'єктами в компонентах. Взагалі кажучи, існує тільки локально. Для глобального опису дотичного розшарування необхідно вводити систему референції в околі кожної точки і задавати закон перетворення координат і базису при переході від однієї системи референції до іншої, при цьому, зрозуміло, перетворення базису повинно бути лінійним.
Найчастіше використовуються так звані природні системи референції, коли вибирається голономний координатний базис, тобто базисні вектори є дотичними до координатних лініях.
Прикладом може служити використання полярних координат на площині (або сферичних в просторі), коли базисні вектори прямують у бік зростання радіуса {\displaystyle r} та куту {\displaystyle \phi } (а також кута {\displaystyle \theta }).
Розуміння системи референції є окремим випадком розуміння тривіалізуючої карти в дотичному розшаруванні.